# 臺灣港口
本條目介紹臺灣的港口，並兼述中華民國臺灣地區的所有港口。
臺灣各港口的管理業務，分別由中華民國交通部航港局負責管理商港（分為國際商港、國內商港），中華民國經濟部產業園區管理局負責管理工業區專用港，中華民國農業部漁業署負責管理漁港。軍港則由中華民國海軍管理，稱為「海軍基地」，惟陸軍後勤指揮部亦有部分單位進駐以利後勤補給。商港均為公營，主要由臺灣港務公司負責營運，金馬地區則由中華民國交通部委託當地政府來經營。

## 商港

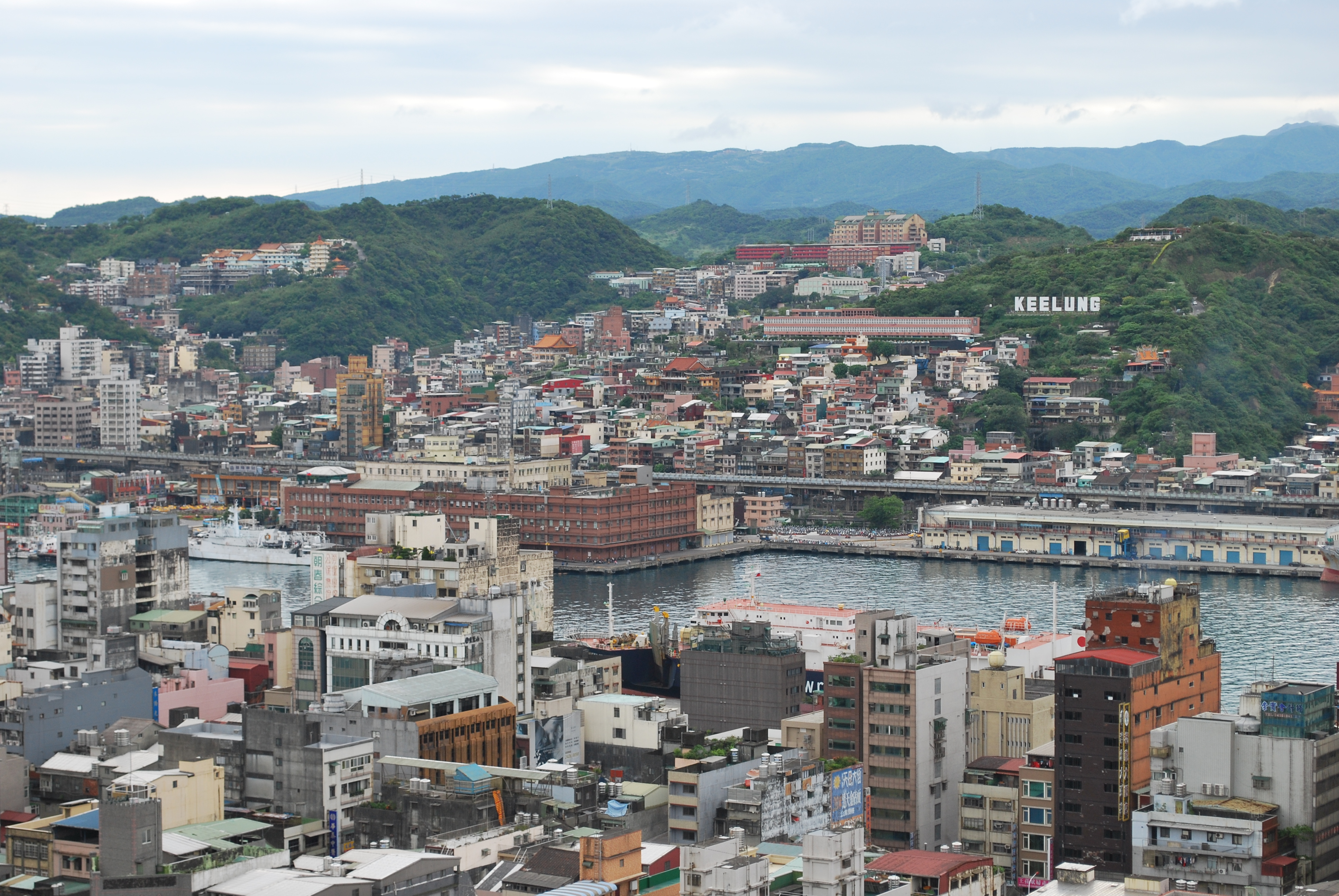
基隆內港與市區

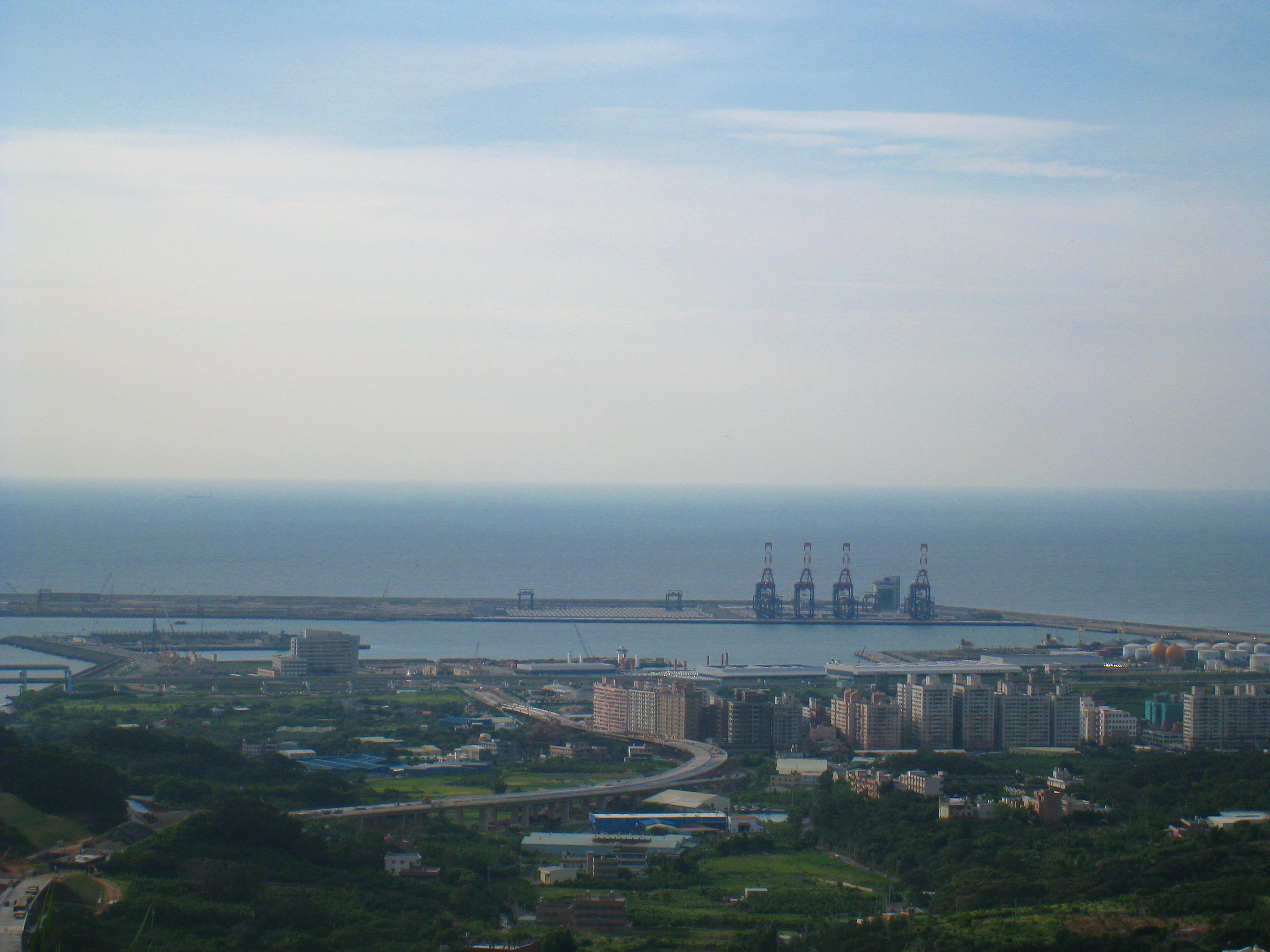
臺北港

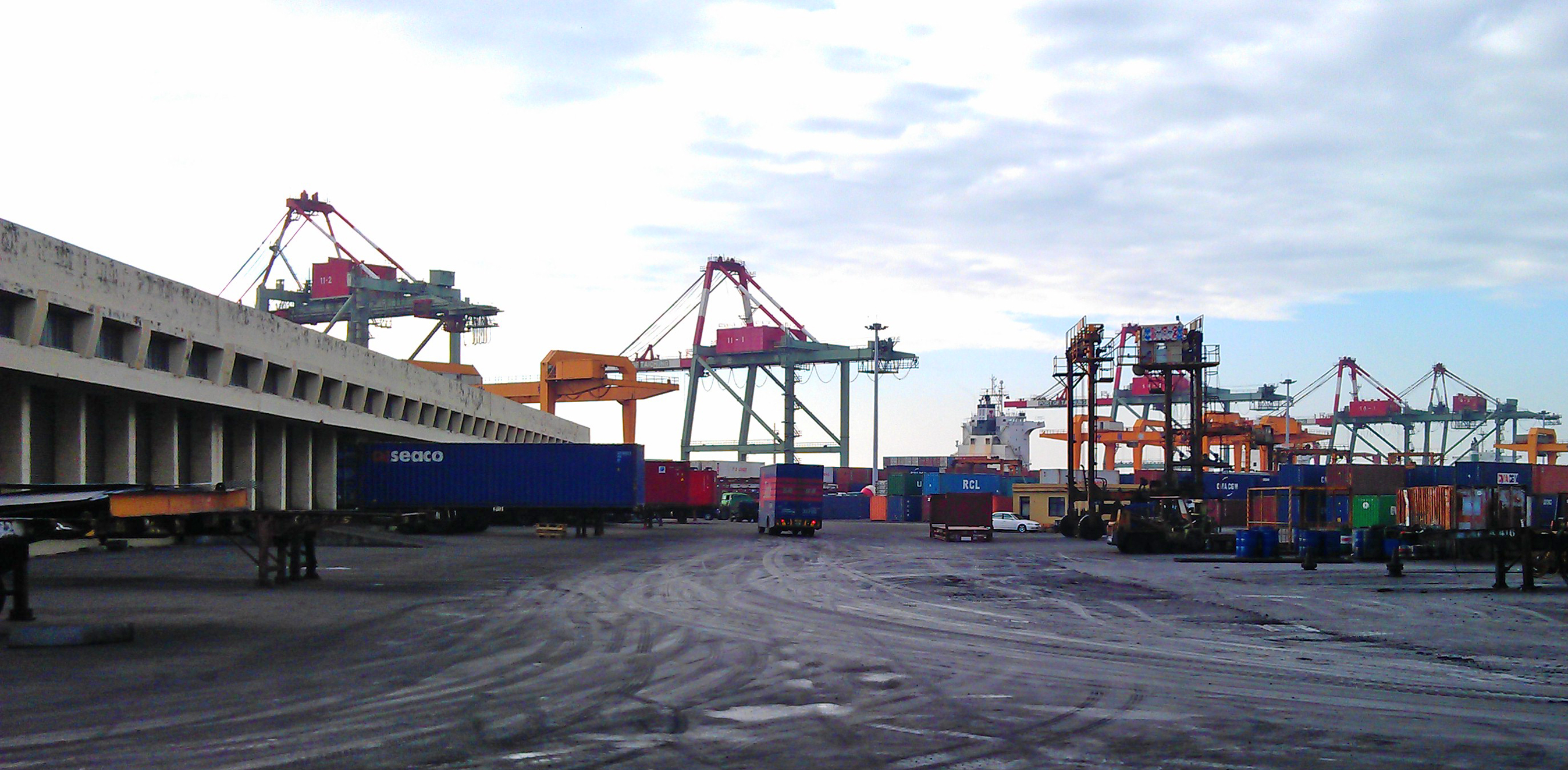
臺中港（北突堤區）

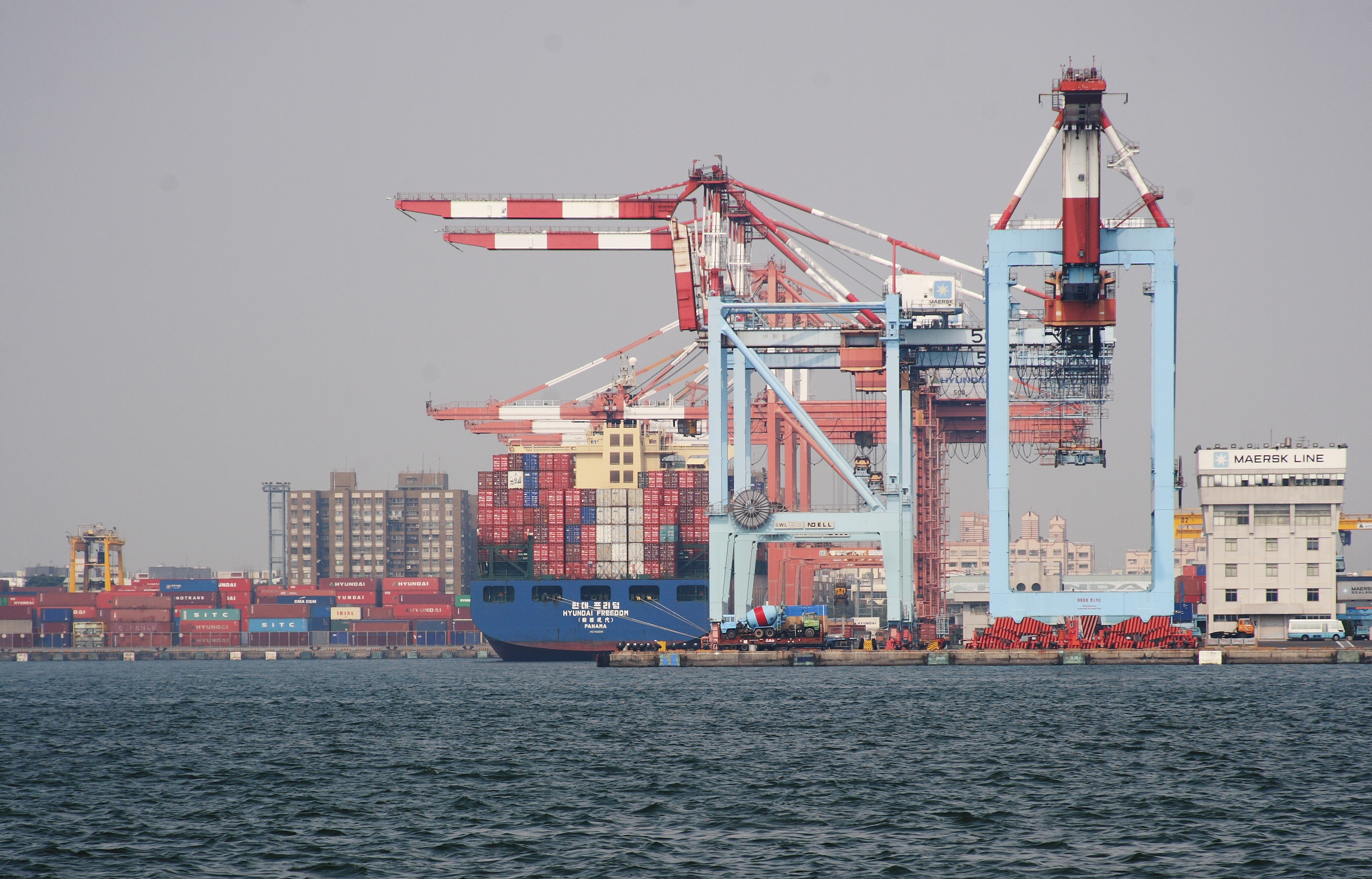
高雄港貨櫃碼頭

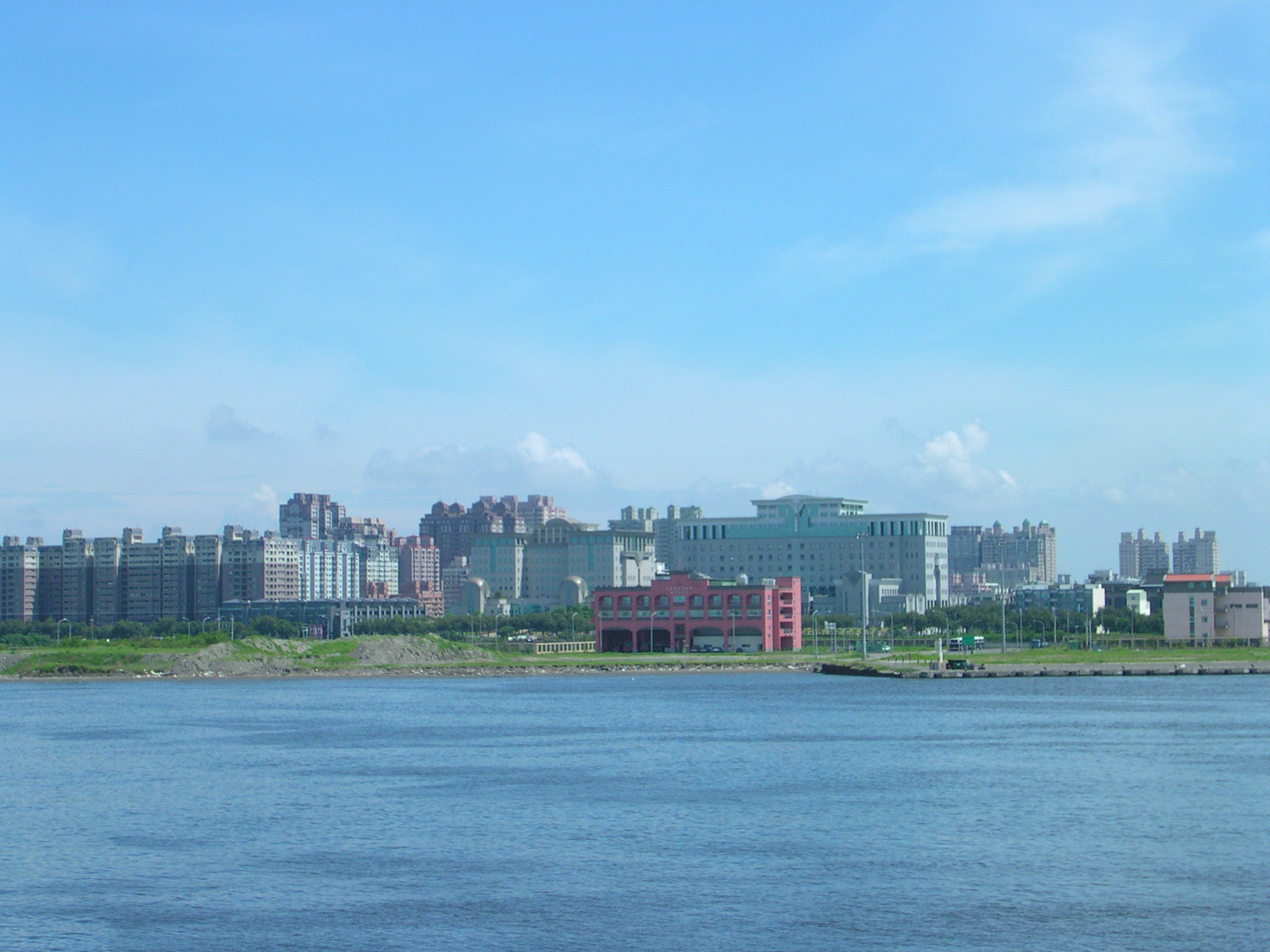
安平新港，位於台南市南區。

臺灣四面環海，在17世紀漢人移民進入、與西方列強東來後，開始有了港口的發展，也是當時台灣對外的唯一交通管道。至1860年，清廷根據中英、中法天津條約開放臺南（安平）、滬尾（淡水）、雞籠（基隆）、旗後（打狗，即高雄）等四座臺灣本島港口作為通商口岸，此舉在歷史上被稱為「臺灣開港」，象徵臺灣朝向現代國際貿易體系之始。
進入日治時期後，日本當局選定基隆、高雄兩港作為台灣南北的聯外港口，除實施現代化的築港計畫外，並建立起完整的港埠管理體系。港口的管理由臺灣總督府交通局海務部負責，並在兩港所在的台北州、高雄州設立「港務部」做為營運機關；1943年，當時台灣處於戰時體制，日本當局為統一港口的管理事宜，在基隆、高雄兩港設立直屬於臺灣總督府的「港務局」，將港口管理的事權統合起來。在民用航空尚未發達前，基隆港與高雄港一直是台灣首要的對外聯絡門戶。
1945年，臺灣進入中華民國時期，中華民國政府延續日治時期的做法，在基隆、高雄兩港設置港務局，並劃定各港務局轄區，這也是中華民國歷史上首次建立統一的港務機關；花蓮港升格為國際港、以及臺中港的開港後，也分別設置港務局。港務局除了作為所在國際港口的營運機構外，也同時分區管理臺灣各座國內商港，港口的管理與經營實為一體；而為了方便經營，上述各港務局由中華民國交通部委託臺灣省政府管理，成為臺灣省政府交通處主管的事業機構。由於基隆、高雄兩港的腹地逐漸飽和，為了彌補既有國際商港之不足，繼臺中港之後，中華民國政府先在1970年代開闢蘇澳港（基隆港務局管轄），後於1990年代建設臺北港（又稱淡水新港；基隆港務局管轄）與安平新港（高雄港務局管轄），使臺灣的聯外國際商港增加至7座。1999年精省實施後，此4個港務局改為隸屬中華民國交通部主管。
因著臺灣的經濟起飛，並且以商港開始快速發展，尤其是坐落南北兩地的高雄港與基隆港，全盛時期曾分別成為世界第三大與第七大貨櫃港，對臺灣經濟的貢獻極大；但1990年代以來，中國大陸與鄰近國家的港口快速發展，使臺灣地區各商港的競爭力受到影響，客貨運吞吐量無法成長。為提升競爭力，中華民國交通部自2012年3月1日起實施「政企分離」措施，將各港務局公司化、並合併成立臺灣港務公司以負責商港的實際經營，原有之4個港務局分別改制成為臺灣港務公司的「港務分公司」，航運與港口之監理則另成立航港局作為主管機關。離島方面，交通部委託金門縣政府、連江縣政府成立港務處，管理縣內國內商港，不受臺灣港務公司成立的影響。
臺灣地區目前有7座國際商港，包含4座主要港、3座輔助港，其中高雄港為世界第六大貨櫃港口；而台灣中油公司為輸送海外進口液化天然氣而在高雄市永安區建立的永安港亦名列國際商港輔助港口。國內商港則有5座，嘉義縣的布袋港及澎湖縣的馬公港（澎湖港兩大港區之一）主要是以離島運輸及觀光為主，深澳港以台灣中油公司卸油氣與觀光海釣為主；而金門港（下分3個港區）與馬祖港（下分5個碼頭區）透過小三通模式，與中國大陸直接通航，並進行非正式貿易活動，福建當地台商也多循此途徑往來台灣與大陸兩地。

### 國際商港
- 基隆港
- 臺中港
- 高雄港
- 花蓮港

### 國際商港輔助港口
- 臺北港（基隆港輔助）
- 蘇澳港（基隆港輔助）
- 安平港（高雄港輔助）
- 永安液化天然氣接收港（高雄港輔助；實為台灣中油公司經營之能源港[5]）

### 國內商港
臺灣港務公司高雄港務分公司經營
- 布袋港
- 澎湖國內商港
  - 馬公碼頭區
  - 龍門尖山碼頭區

臺灣中油公司經營
- 深澳港（名義上為商港，實為能源專用港）

港口所在地之地方政府經營
- 金門港
  - 料羅港區
  - 水頭港區
  - 九宮港區
- 馬祖港
  - 福沃碼頭區（位於南竿）
  - 白沙碼頭區（位於北竿）
  - 青帆碼頭區（位於西莒）
  - 猛澳碼頭區（位於東莒）
  - 中柱碼頭區（位於東引）

## 工業港
目前有3座工業區專用港：雲林縣麥寮鄉沿海由台塑公司所設立之麥寮工業港，主要負責台塑六輕工業區之原料成品進出口。花蓮縣秀林鄉和平村的和平工業港，則由台灣水泥公司興建營運，負責臺灣東部砂石外運和台泥公司原料成品的進出口任務。觀塘工業區專用港則由台灣中油公司興建營運。

### 工業專用港
- 麥寮工業專用港 （页面存档备份，存于）
- 和平工業專用港 （页面存档备份，存于）
- 觀塘工業專用港 （页面存档备份，存于）

## 軍港
台灣的軍港建設起始於日治時期，現今軍事專用港僅有左營港一處，其餘均為軍民共用港，於商港中撥用若干碼頭使用，其中蘇澳港與馬公港擁有較完整的軍用港埠設施，形同商港內的附屬軍港。

### 專用軍港
- 左營港（海軍左營基地）

### 兼用軍港
- 基隆港

1. 海軍威海營區（位於東岸5號碼頭）
2. 海軍基隆後勤支援指揮部（位於西岸5—6號、9—11號碼頭）

- 高雄港

1. 海軍新濱營區（位於新濱碼頭）
2. 海軍旗津營區（海軍左營後勤支援指揮部旗津廠區）

- 蘇澳港

1. 海軍中正基地（位於蘇澳北方澳）

- 馬公港

1. 海軍馬公基地（位於馬公測天島）

## 漁港

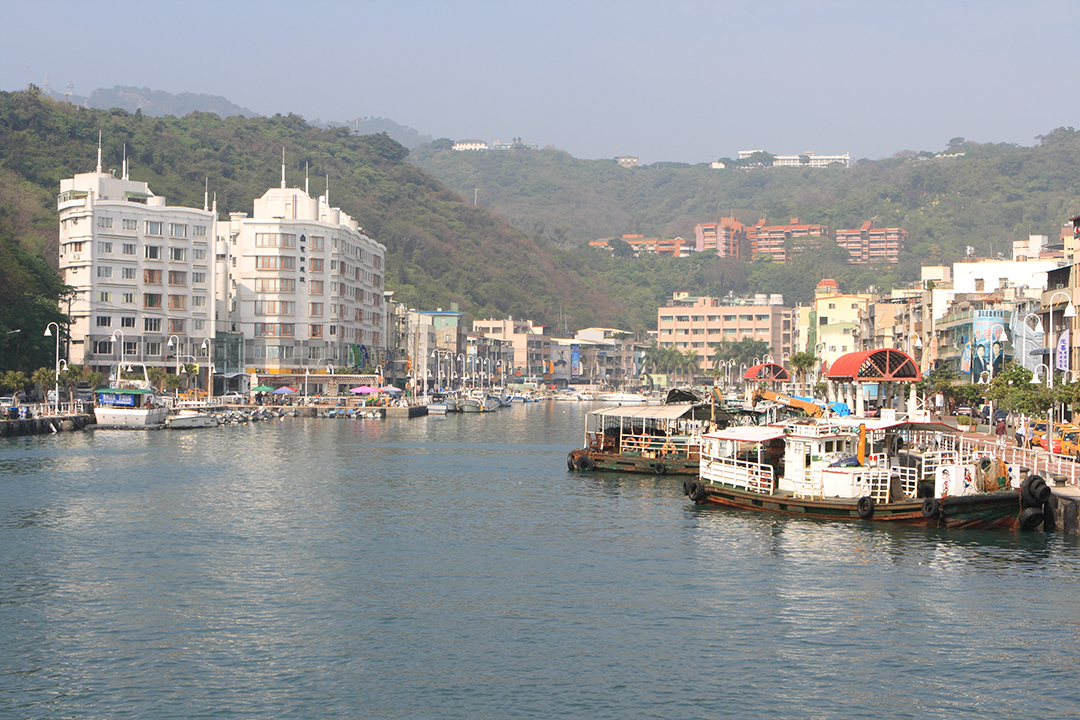
高雄鼓山漁港

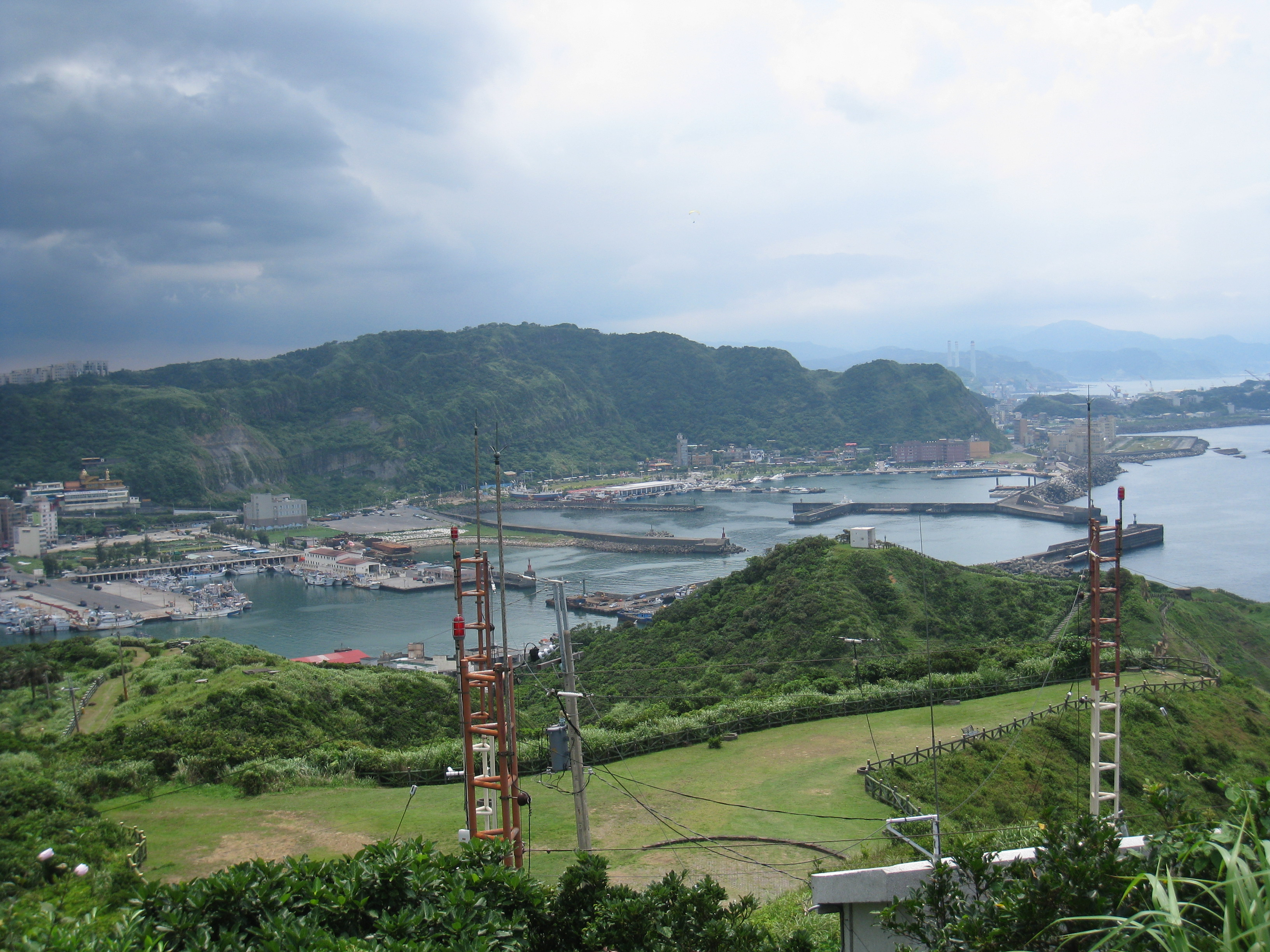
基隆八斗子漁港

臺灣沿海各縣市均有漁港設立，並依其規模分為第一類漁港、第二類漁港等兩大類型，其中以基隆市八子漁港、宜蘭縣南方澳漁港、高雄市興達漁港、臺中市梧棲漁港為最大；其中，興達漁港號稱為東南亞最大遠洋漁港，但由於各國實施經濟海域管制措施，營運效果不如預期。

### 概況
漁港管理單位為中華民國農業部漁業署，漁港所在地漁會則為實際經營的機構。目前臺灣地區共有第一類漁港9處、第二類漁港215處。下列漁港是委託當地政府管理：前鎮漁港（高雄市政府）、南方澳漁港（宜蘭縣政府）、八子漁港及正濱漁港（基隆市政府）、新竹漁港（新竹市政府）、梧棲漁港（臺中市政府）、東港鹽埔漁港（屏東縣政府）。

### 附遊艇碼頭之漁港
遊艇得申請停泊於高雄市興達漁港、鼓山漁港及旗津漁港、基隆市八子漁港（碧砂港區）、新竹市新竹漁港、臺南市安平漁港及將軍漁港、臺東縣新港漁港及金樽漁港、澎湖縣七美漁港及吉貝漁港等十一個漁港。

## 其他類型
除了上述港口外，台灣另有交通船碼頭、遊艇港等兩種類型的港口，目前尚無專門法規管理，僅援引港口相關法律來規範。

### 交通船碼頭
水上運輸在台灣本島的部分河川水域（如淡水河水系）、海岸線水域、以及離島的對外聯繫佔有重要地位，但其運量又不足以興建獨立之商港來營運，因而多在漁港、或陸上水域內附設「交通船碼頭」以供渡輪停泊。目前臺灣地區共有47座交通船碼頭，其中10座以台灣本島與離島間的聯繫為主，金馬地區的7座交通船碼頭則均位於商港範圍內。

### 遊艇港
國內目前已有4處遊艇港，分別位於新北市龍洞遊艇港（交通部觀光署主管）、嘉義縣布袋遊艇港（嘉義縣政府主管）、屏東縣後壁湖遊艇港（內政部國土管理署主管）、屏東縣大鵬灣國家風景區遊艇港（交通部觀光署主管）。

## 外部連結
- 臺灣港務公司全球資訊網 （页面存档备份，存于）
- 交通部航港局全球資訊 （页面存档备份，存于）
- 經濟部工業局全球資訊網 （页面存档备份，存于）
- 農業部漁業署全球資訊網 （页面存档备份，存于）
- 中華民國海軍全球資訊網